# Spokane Valley
Spokane Valley je město v okresu Spokane County ve státě Washington ve Spojených státech amerických. Sousedí se Spokane, druhým největším městem ve státě Washington. Spokane Valley je zároveň předměstím Spokane. Nachází se asi 10 kilometrů od hranice se státem Idaho. Spokane Valley ze tří stran obklopuje městečko Millwood. Je 9. největším městem ve státě Washington a 295. největším městem ve Spojených státech.
K roku 2020 zde žilo 102 976 obyvatel. S celkovou rozlohou 98 km² byla hustota zalidnění 1 034 obyvatel na km². Městem se Spokane Valley oficiálně stalo v roce 2003 poté, co bylo utvořeno sloučením několika místních nezačleněných komunit. Ve své době se po městech Centennial a Miami Gardens stalo Spokane Valley třetím největším nově vytvořeným městem. Ve městě se nachází jezero Shelley. V roce 2009 byla ve městě otevřena mešita.